# Božakovo
Božakovo – wieś w Słowenii, w gminie Metlika. W 2018 roku liczyła 133 mieszkańców.